# Odivelas
Pour les articles homonymes, voir Odivelas (homonymie).
Odivelas est une ville portugaise du district de Lisbonne, dans la région de Lisbonne et la sous-région du Grand Lisbonne.
Elle abrite une municipalité relativement peu étendue dans la proche banlieue de Lisbonne, avec une superficie de 26,14 km2 pour 133 846 habitants (2001), et se subdivise en 7 paroisses.
Odivelas est limitée au nord-est par la ville de Loures, au sud-Est par Lisbonne et à ouest par Amadora et Sintra. Elle a été créée en 1998 par une division de Loures.
Le conseil municipal est présidé par Hugo Martins (PS) depuis 2017.
Depuis le 27 mars 2004, la ville est reliée à Lisbonne par le réseau métropolitain, par la prolongation de la « ligne Jaune » (Linha Amarela) depuis Campo Grande.
Les paroisses d'Odivelas sont les suivantes :
- Caneças
- Famões
- Odivelas, précédemment Odivelas (Lumiar et Carnide) ; on y trouve le monastère de Odivelas
- Olival Basto
- Pontinha
- Póvoa de Santo Adrião
- Ramada